# Gospodarze Konkursu Piosenki Eurowizji
Gospodarze Konkursu Piosenki Eurowizji – lista miast i miejsc gospodarzy Konkursu Piosenki Eurowizji.

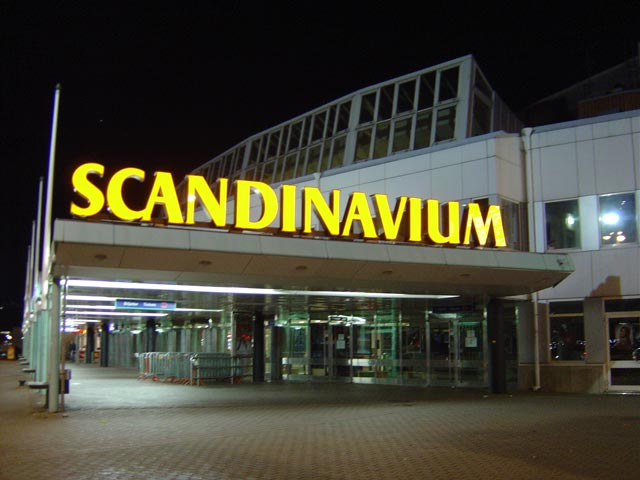
The Scandinavium, Göteborg: 1985

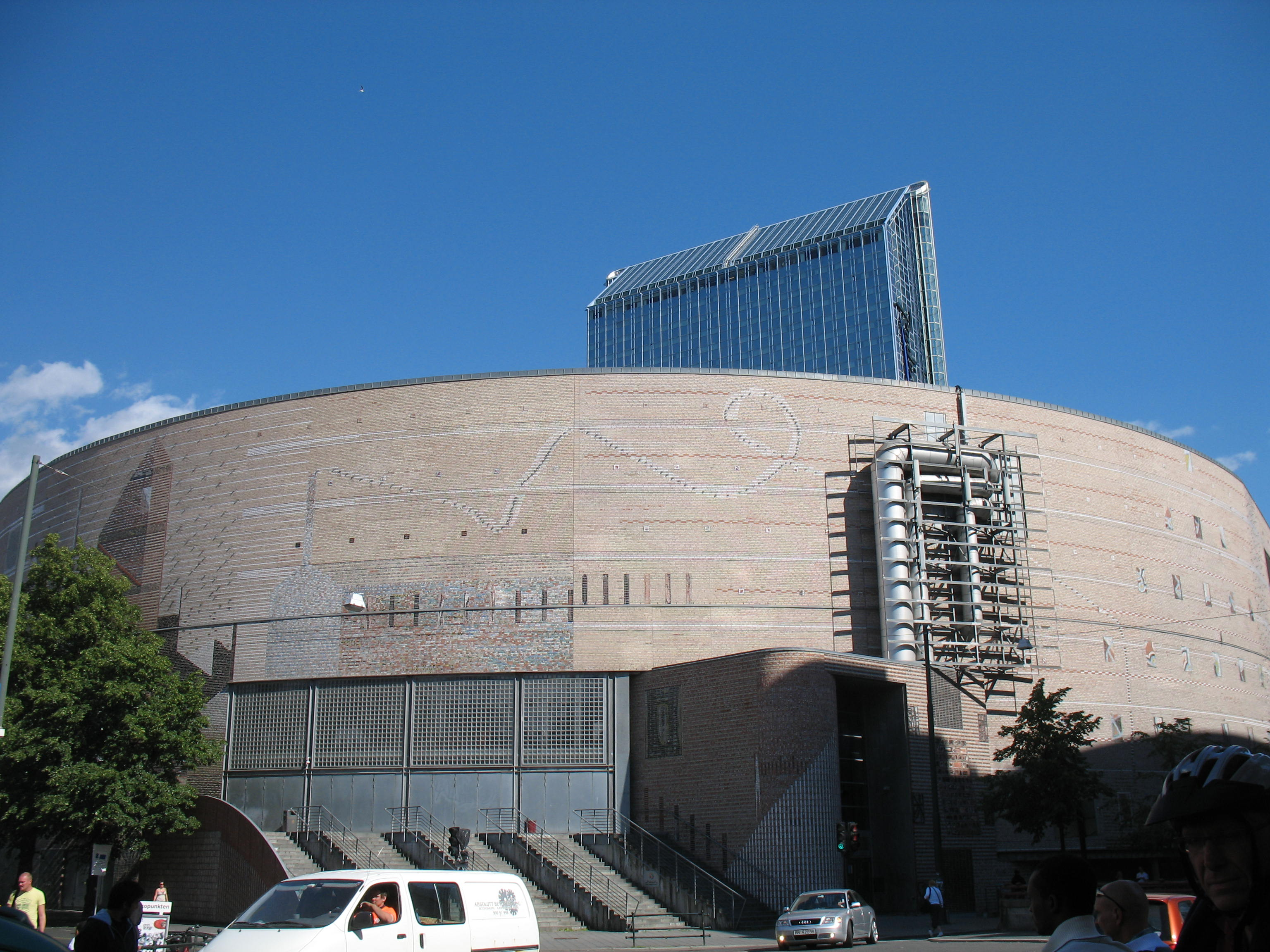
Oslo Spektrum, Oslo: 1996

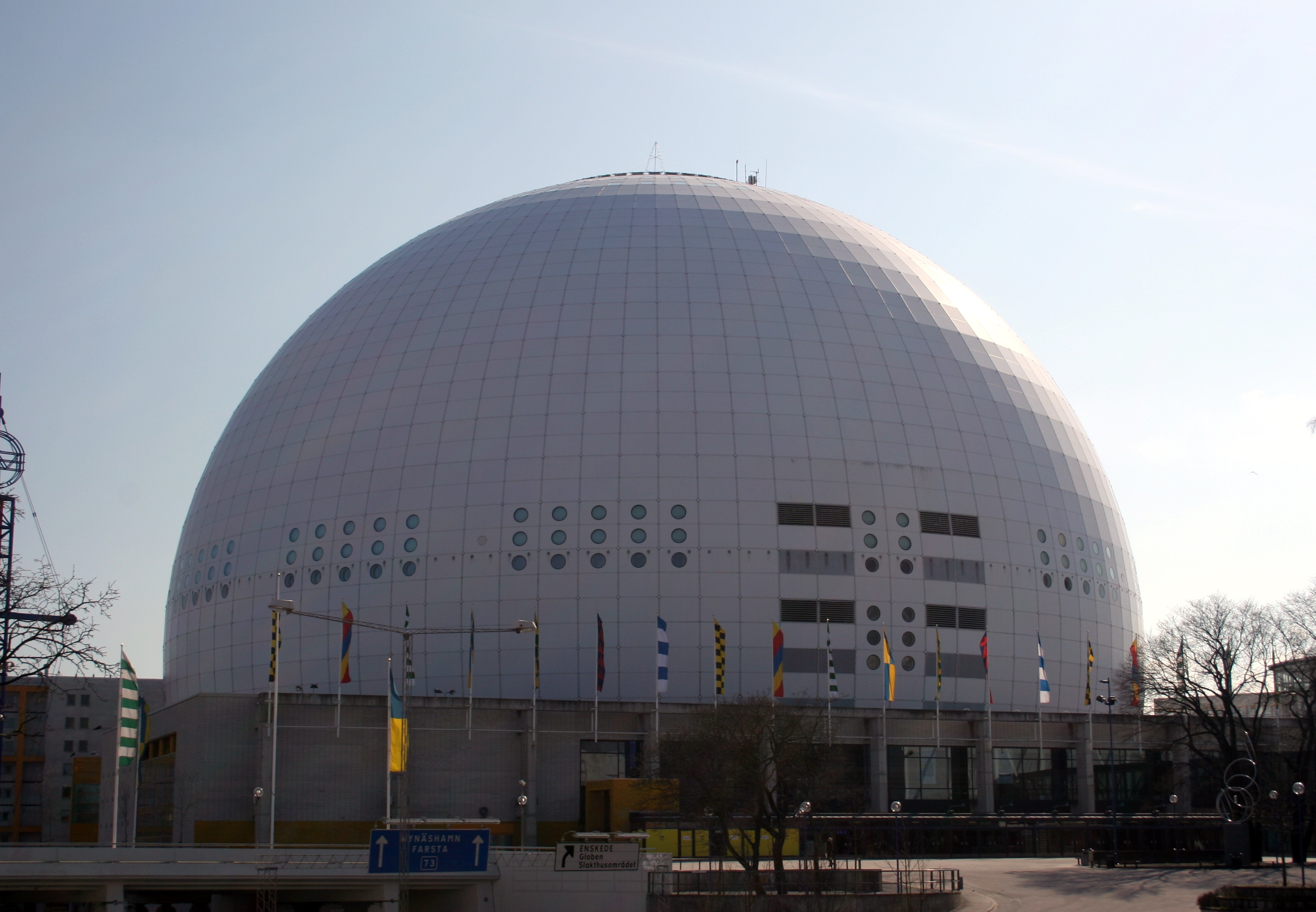
Globe Arena, Sztokholm: 2000, 2016

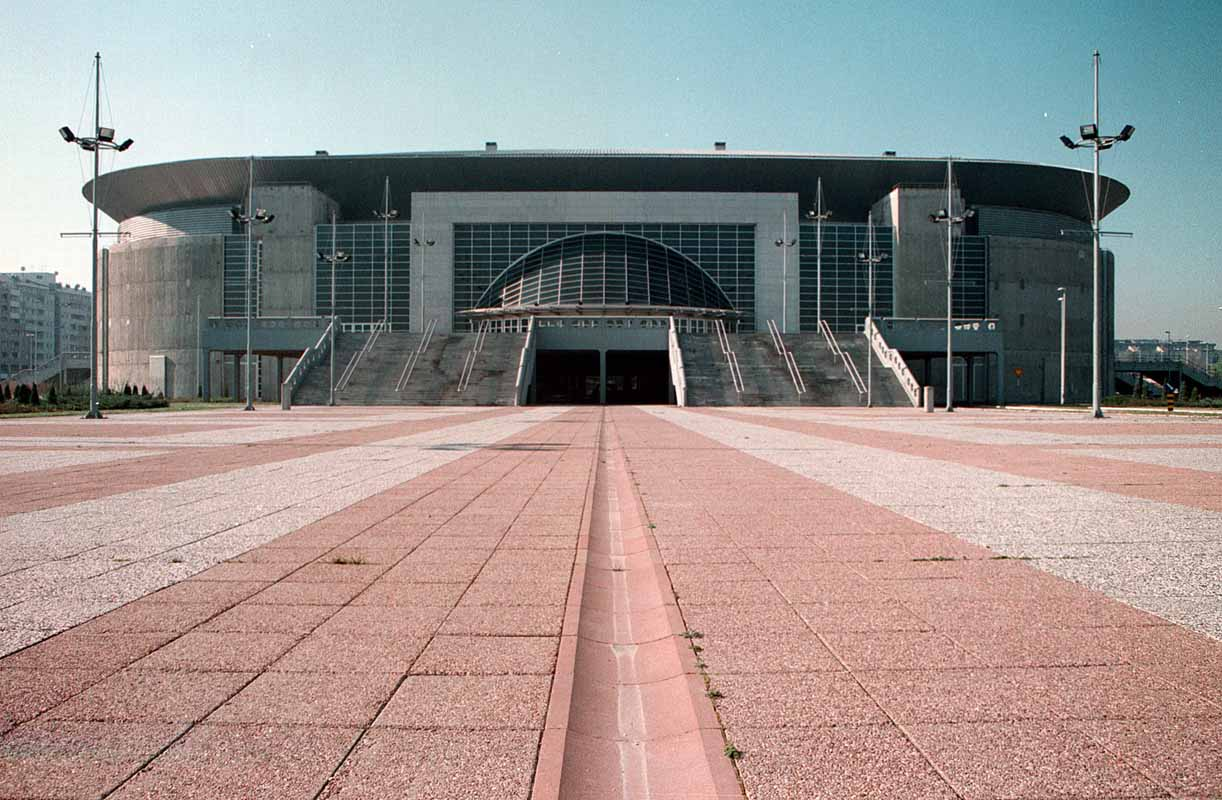
Belgradzka Arena, Belgrad: 2008

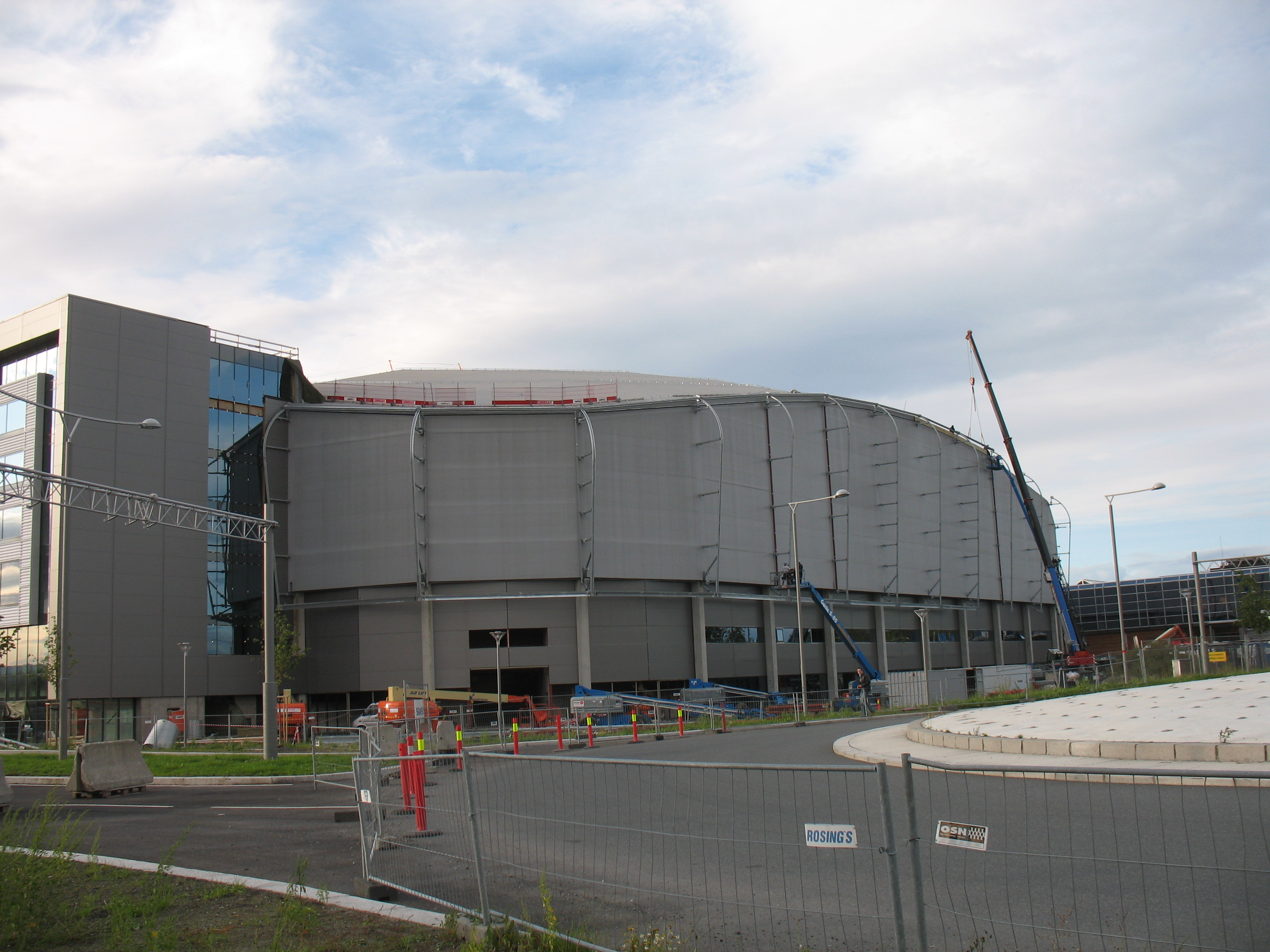
Telenor Arena, Oslo: 2010

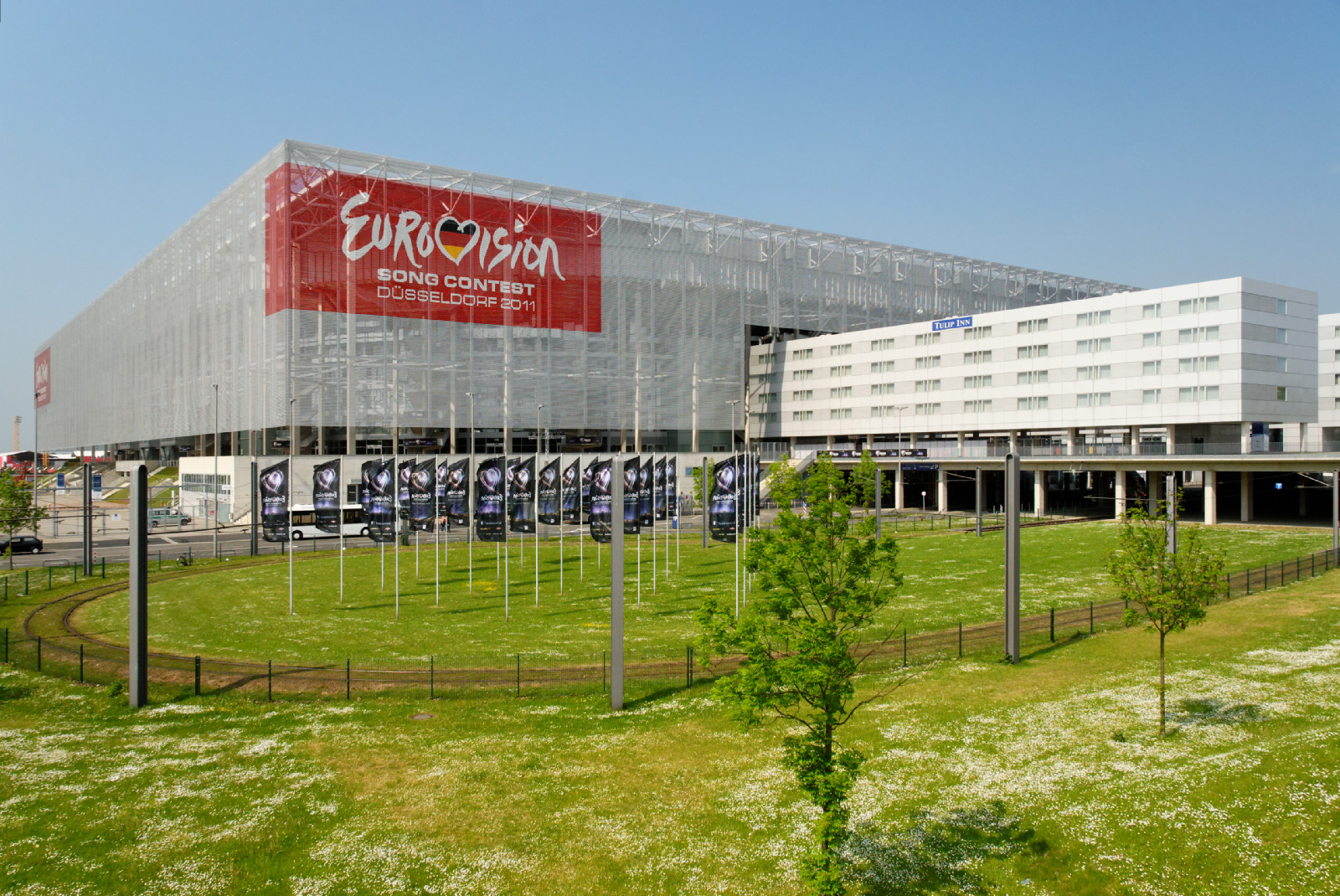
Esprit Arena, Düsseldorf: 2011

Baku Crystal Hall, Baku: 2012

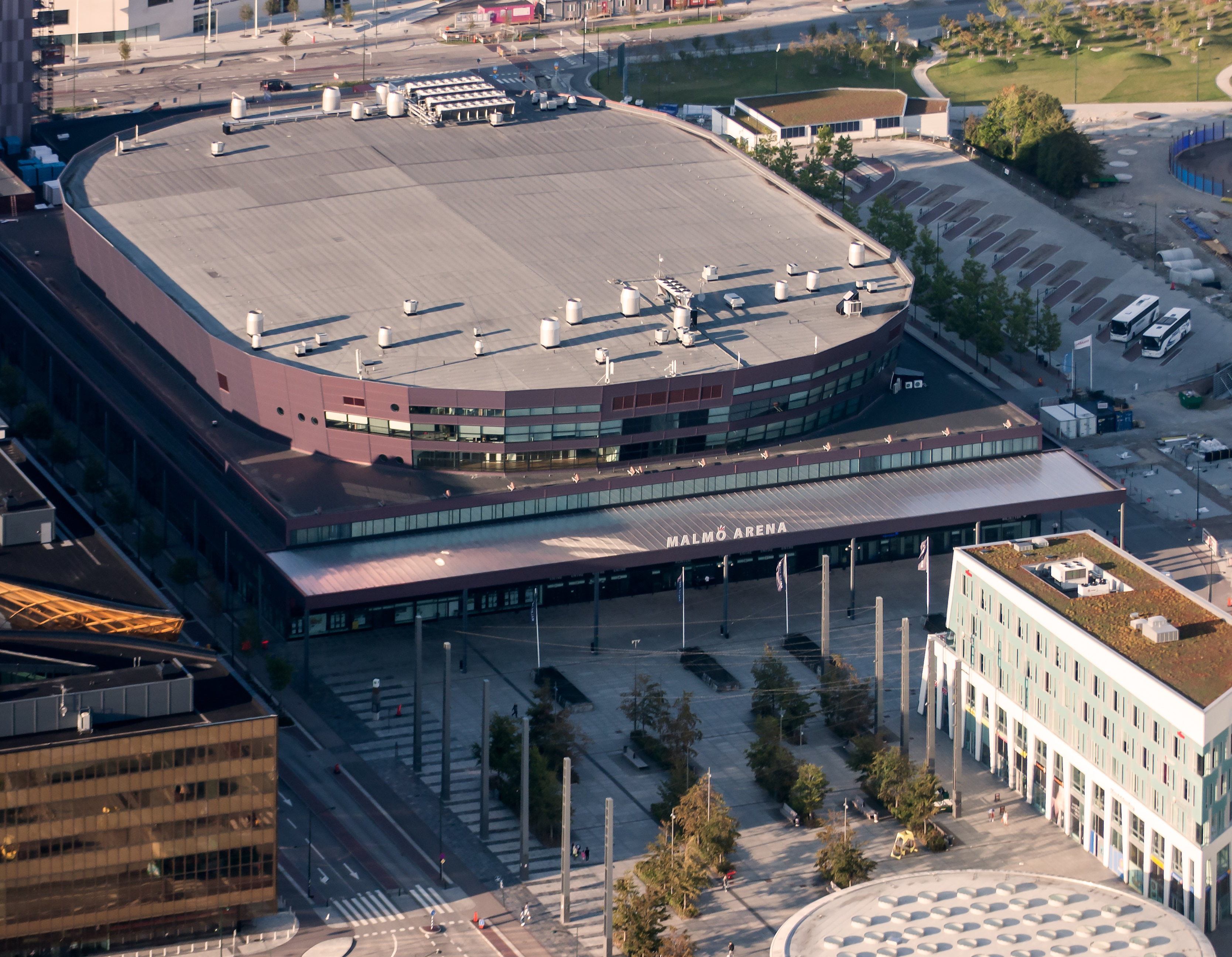
Malmö Arena, Malmö: 2013, 2024

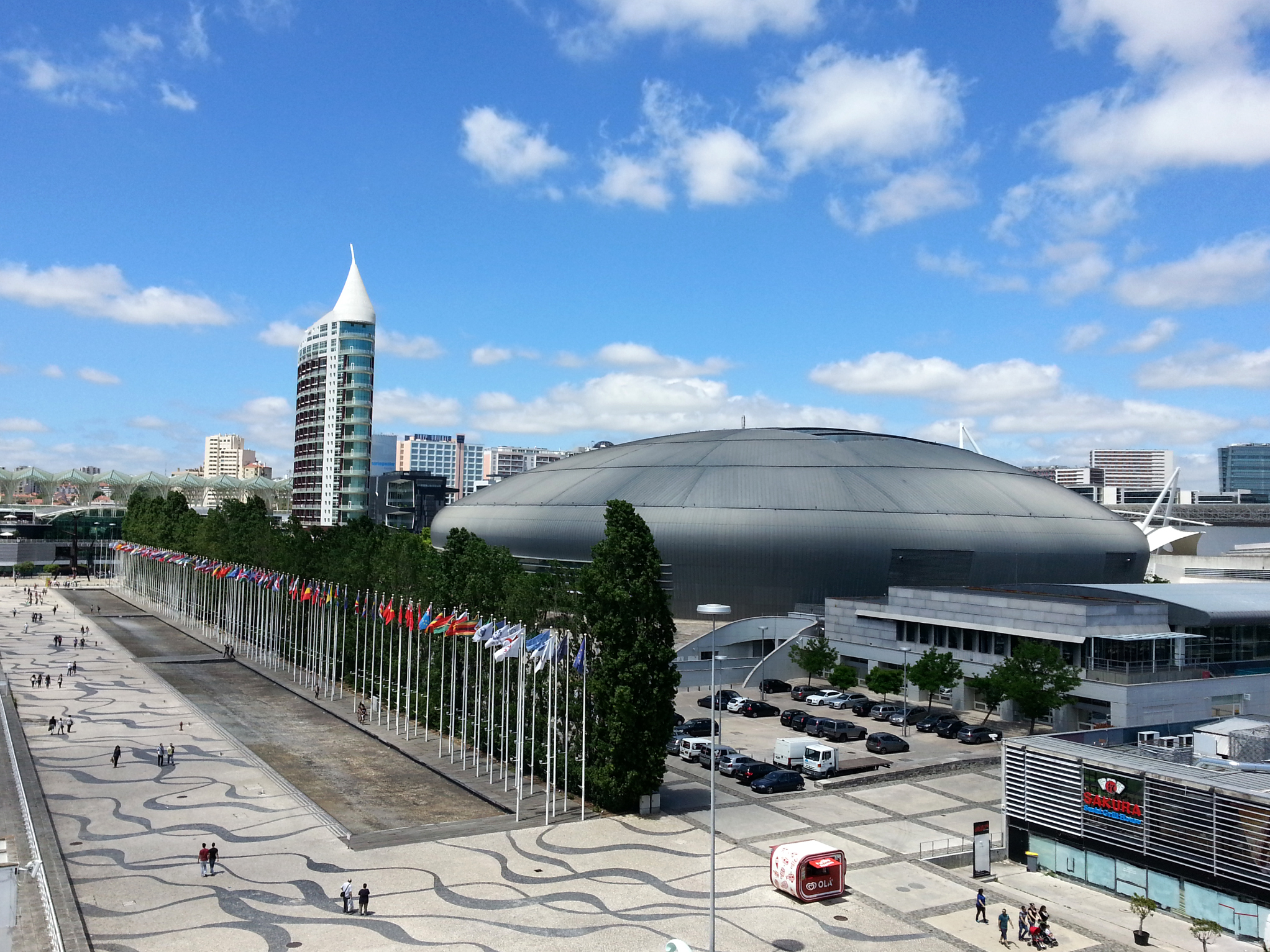
Altice Arena, Lizbona: 2018

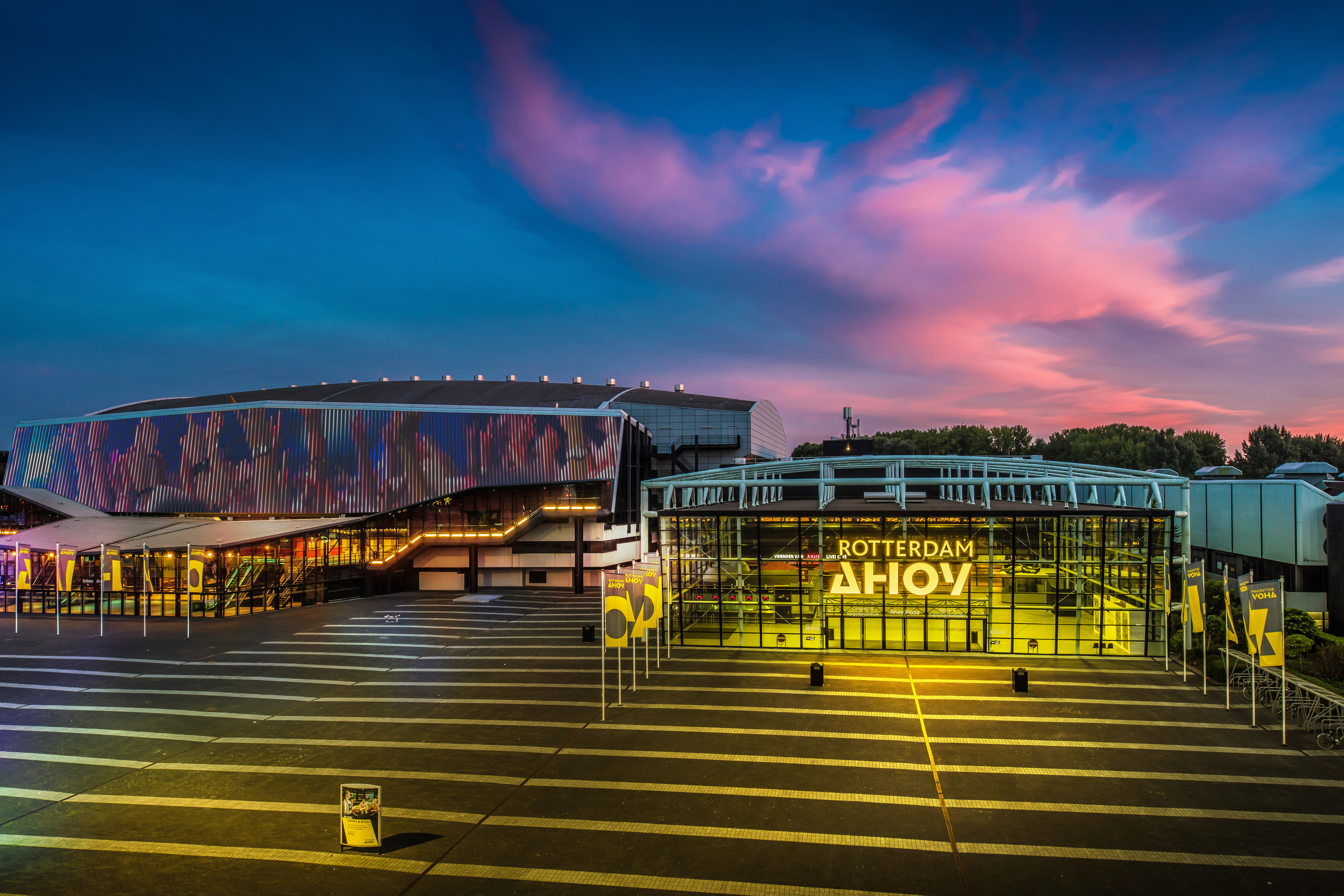
Rotterdam Ahoy, Rotterdam: 2021

| Edycja | Rok  | Gospodarz       | Gospodarz           | Gospodarz                                  |
| Edycja | Rok  | Państwo         | Miasto              | Miejsce                                    |
| ------ | ---- | --------------- | ------------------- | ------------------------------------------ |
| 1      | 1956 | Szwajcaria      | Lugano              | Teatro Kursaal                             |
| 2      | 1957 | Niemcy          | Frankfurt nad Menem | Großer Sendesaal des hessischen Rundfunks  |
| 3      | 1958 | Holandia        | Hilversum           | AVRO Studio                                |
| 4      | 1959 | Francja         | Cannes              | Palais des Festivals                       |
| 5      | 1960 | Wielka Brytania | Londyn              | Royal Festival Hall                        |
| 6      | 1961 | Francja         | Cannes              | Palais des Festivals                       |
| 7      | 1962 | Luksemburg      | Luksemburg          | Villa Louvigny                             |
| 8      | 1963 | Wielka Brytania | Londyn              | BBC Television Centre                      |
| 9      | 1964 | Dania           | Kopenhaga           | Tivolis Koncertsal                         |
| 10     | 1965 | Włochy          | Neapol              | Sala di Concerto della RAI                 |
| 11     | 1966 | Luksemburg      | Luksemburg          | Villa Louvigny                             |
| 12     | 1967 | Austria         | Wiedeń              | Großer Festsaal der Wiener Hofburg         |
| 13     | 1968 | Wielka Brytania | Londyn              | Royal Albert Hall                          |
| 14     | 1969 | Hiszpania       | Madryt              | Teatro Real                                |
| 15     | 1970 | Holandia        | Amsterdam           | RAI Congrescentrum                         |
| 16     | 1971 | Irlandia        | Dublin              | Gaiety Theatre                             |
| 17     | 1972 | Wielka Brytania | Edynburg            | Usher Hall                                 |
| 18     | 1973 | Luksemburg      | Luksemburg          | Nouveau Théâtre Luxembourg                 |
| 19     | 1974 | Wielka Brytania | Brighton            | Brighton Dome                              |
| 20     | 1975 | Szwecja         | Sztokholm           | Stockholm International Fairs              |
| 21     | 1976 | Holandia        | Haga                | Congresgebouw                              |
| 22     | 1977 | Wielka Brytania | Londyn              | Wembley Conference Centre                  |
| 23     | 1978 | Francja         | Paryż               | Palais des Congrès                         |
| 24     | 1979 | Izrael          | Jerozolima          | Międzynarodowe Centrum Kongresowe          |
| 25     | 1980 | Holandia        | Haga                | Congresgebouw                              |
| 26     | 1981 | Irlandia        | Dublin              | RDS Simmonscourt Pavilion                  |
| 27     | 1982 | Wielka Brytania | Harrogate           | Harrogate International Centre             |
| 28     | 1983 | Niemcy          | Monachium           | Rudi-Sedlmayer-Halle                       |
| 29     | 1984 | Luksemburg      | Luksemburg          | Kirchberg Theatre                          |
| 30     | 1985 | Szwecja         | Göteborg            | Scandinavium                               |
| 31     | 1986 | Norwegia        | Bergen              | Grieghallen                                |
| 32     | 1987 | Belgia          | Bruksela            | Centenary Palace                           |
| 33     | 1988 | Irlandia        | Dublin              | RDS Simmonscourt Pavilion                  |
| 34     | 1989 | Szwajcaria      | Lozanna             | Palais de Beaulieu                         |
| 35     | 1990 | Jugosławia      | Zagrzeb             | Hala Koncertowa im. Vatroslava Lisinskiego |
| 36     | 1991 | Włochy          | Rzym                | Studio 15 di Cinecittà                     |
| 37     | 1992 | Szwecja         | Malmö               | Malmö Isstadion                            |
| 38     | 1993 | Irlandia        | Millstreet          | Green Glens Arena                          |
| 39     | 1994 | Irlandia        | Dublin              | Point Theatre                              |
| 40     | 1995 | Irlandia        | Dublin              | Point Theatre                              |
| 41     | 1996 | Norwegia        | Oslo                | Oslo Spektrum                              |
| 42     | 1997 | Irlandia        | Dublin              | Point Theatre                              |
| 43     | 1998 | Wielka Brytania | Birmingham          | National Indoor Arena                      |
| 44     | 1999 | Izrael          | Jerozolima          | Międzynarodowe Centrum Kongresowe          |
| 45     | 2000 | Szwecja         | Sztokholm           | Stockholm Globe Arena                      |
| 46     | 2001 | Dania           | Kopenhaga           | Parken Stadium                             |
| 47     | 2002 | Estonia         | Tallinn             | Saku Suurhall                              |
| 48     | 2003 | Łotwa           | Ryga                | Skonto Hall                                |
| 49     | 2004 | Turcja          | Stambuł             | Abdi İpekçi Arena                          |
| 50     | 2005 | Ukraina         | Kijów               | Pałac Sportu                               |
| 51     | 2006 | Grecja          | Ateny               | Olympic Indoor Hall                        |
| 52     | 2007 | Finlandia       | Helsinki            | Hartwall Arena                             |
| 53     | 2008 | Serbia          | Belgrad             | Belgradzka Arena                           |
| 54     | 2009 | Rosja           | Moskwa              | Olimpijskij                                |
| 55     | 2010 | Norwegia        | Oslo                | Telenor Arena                              |
| 56     | 2011 | Niemcy          | Düsseldorf          | Esprit Arena                               |
| 57     | 2012 | Azerbejdżan     | Baku                | Baku Crystal Hall                          |
| 58     | 2013 | Szwecja         | Malmö               | Malmö Arena                                |
| 59     | 2014 | Dania           | Kopenhaga           | B&W Hallerne                               |
| 60     | 2015 | Austria         | Wiedeń              | Wiener Stadthalle                          |
| 61     | 2016 | Szwecja         | Sztokholm           | Stockholm Globe Arena                      |
| 62     | 2017 | Ukraina         | Kijów               | Międzynarodowe Centrum Wystawiennicze      |
| 63     | 2018 | Portugalia      | Lizbona             | Altice Arena                               |
| 64     | 2019 | Izrael          | Tel Awiw-Jafa       | Centrum Konferencyjne Tel Awiwu            |
| 65     | 2020 | Holandia        | Rotterdam           | Rotterdam Ahoy                             |
| 65     | 2021 | Holandia        | Rotterdam           | Rotterdam Ahoy                             |
| 66     | 2022 | Włochy          | Turyn               | PalaOlimpico                               |
| 67     | 2023 | Wielka Brytania | Liverpool           | Liverpool Arena                            |
| 68     | 2024 | Szwecja         | Malmö               | Malmö Arena                                |
| 69     | 2025 | Szwajcaria      | Bazylea             | St. Jakobshalle                            |
| 70     | 2026 | Austria         | Wiedeń              | Wiener Stadthalle                          |

## Gratulacje: 50 lat Konkursu Piosenki Eurowizji
| Państwo | Miasto    | Miejsce          |
| ------- | --------- | ---------------- |
| Dania   | Kopenhaga | Forum Copenhagen |

## Eurovision Song Contest’s Greatest Hits
| Państwo         | Miasto | Miejsce                             |
| --------------- | ------ | ----------------------------------- |
| Wielka Brytania | Londyn | Hammersmith Apollo (Eventim Apollo) |

## Światło dla Europy
| Państwo  | Miasto    | Miejsce              |
| -------- | --------- | -------------------- |
| Holandia | Hilversum | Media Park Studio 21 |

## Gospodarze Konkursu Piosenki Eurowizji
| Liczba | Kraj            | Rok                                                  |
| ------ | --------------- | ---------------------------------------------------- |
| 9      | Wielka Brytania | 1960, 1963, 1968, 1977, 1972, 1974, 1982, 1998, 2023 |
| 7      | Irlandia        | 1971, 1981, 1988, 1993, 1994, 1995, 1997             |
| 7      | Szwecja         | 1975, 1985, 1992, 2000, 2013, 2016, 2024             |
| 5      | Holandia        | 1958, 1970, 1976, 1980, 2020, 2021                   |
| 4      | Luksemburg      | 1962, 1966, 1973, 1984                               |
| 3      | Niemcy          | 1957, 1983, 2011                                     |
| 3      | Francja         | 1959, 1961, 1978                                     |
| 3      | Dania           | 1964, 2001, 2014                                     |
| 3      | Norwegia        | 1986, 1996, 2010                                     |
| 3      | Izrael          | 1979, 1999, 2019                                     |
| 3      | Włochy          | 1965, 1991, 2022                                     |
| 3      | Szwajcaria      | 1956, 1989, 2025                                     |
| 2      | Austria         | 1967, 2015                                           |
| 2      | Ukraina         | 2005, 2017                                           |
| 1      | Hiszpania       | 1969                                                 |
| 1      | Belgia          | 1987                                                 |
| 1      | Jugosławia      | 1990                                                 |
| 1      | Estonia         | 2002                                                 |
| 1      | Łotwa           | 2003                                                 |
| 1      | Turcja          | 2004                                                 |
| 1      | Grecja          | 2006                                                 |
| 1      | Finlandia       | 2007                                                 |
| 1      | Serbia          | 2008                                                 |
| 1      | Rosja           | 2009                                                 |
| 1      | Azerbejdżan     | 2012                                                 |
| 1      | Portugalia      | 2018                                                 |